# Vleeskleurige vaalhoed
De vleeskleurige vaalhoed (Hebeloma leucosarx) is een in de familie Hymenogastraceae. Hij vormt ectomycorrhiza en is bekend van loofhout (Berk: 50,6%, Fagus: 5,2%). Er zijn ook vondsten bekend van naaldhout (Picea: 16,9%, Pinus: 11,7%, Abies 6,5%). Het voorkomen per familie: Betulaceae (69,3%), Pinaceae (56,4%), Fagaceae (21,5%).

## Kenmerken

### Uiterlijke kenmerken
Hoed
De hoed heeft een diameter van 22-58 mm. De kleur is vleeskleurig tot okergeel of bleek geelachtig oker, meestal lichter aan de rand en donkerder in het centrum. 
Lamellen
De lamellen zijn bleek kleiachtig of uiteindelijk kleiachtig-geelachtig bruin. Er zijn 40-66 lamellen die tot aan de steel reiken. Jonge exemplaren zijn aan de lamelsnede opvallend wit-vlokkerig.
Steel
De steel heeft een lengte 25–90 mm en een dikte van 3,5–11 mm. De vorm is gelijk of knotsvormig bolvormig. Onderaan de steel is deze hol.
Geur en smaak
De geur is sterk radijsachtig en de smaak is mild daarna scherp.

### Microscopische kenmerken
De sporen zijn limoniform (citroenvormig), puntvormig en meten (8.0) 8.5–13.4 (14.8) x 	(4.9)5.0–7.7 (9.2) μm (Q: 1.57–1.96). De basidia zijn 4-sporig en meten 24–34 (35) x 6–9 (10) (Q: 3,0-4,1). De cheilocystidia zijn min of meer knotsvormig 40–60 x 4–6 μm en meten (5) 7–13 μm. De caulocystidia aanwezig in de top van de steel en vergelijkbaar van vorm maar meten tot 200 μm. Pleurocystidia komen niet voor.

## Ecologie
Ze leven in groepen tussen de wilgen en berken. Er zijn ook enkele vondsten bekend van naaldhout.

## Foto's

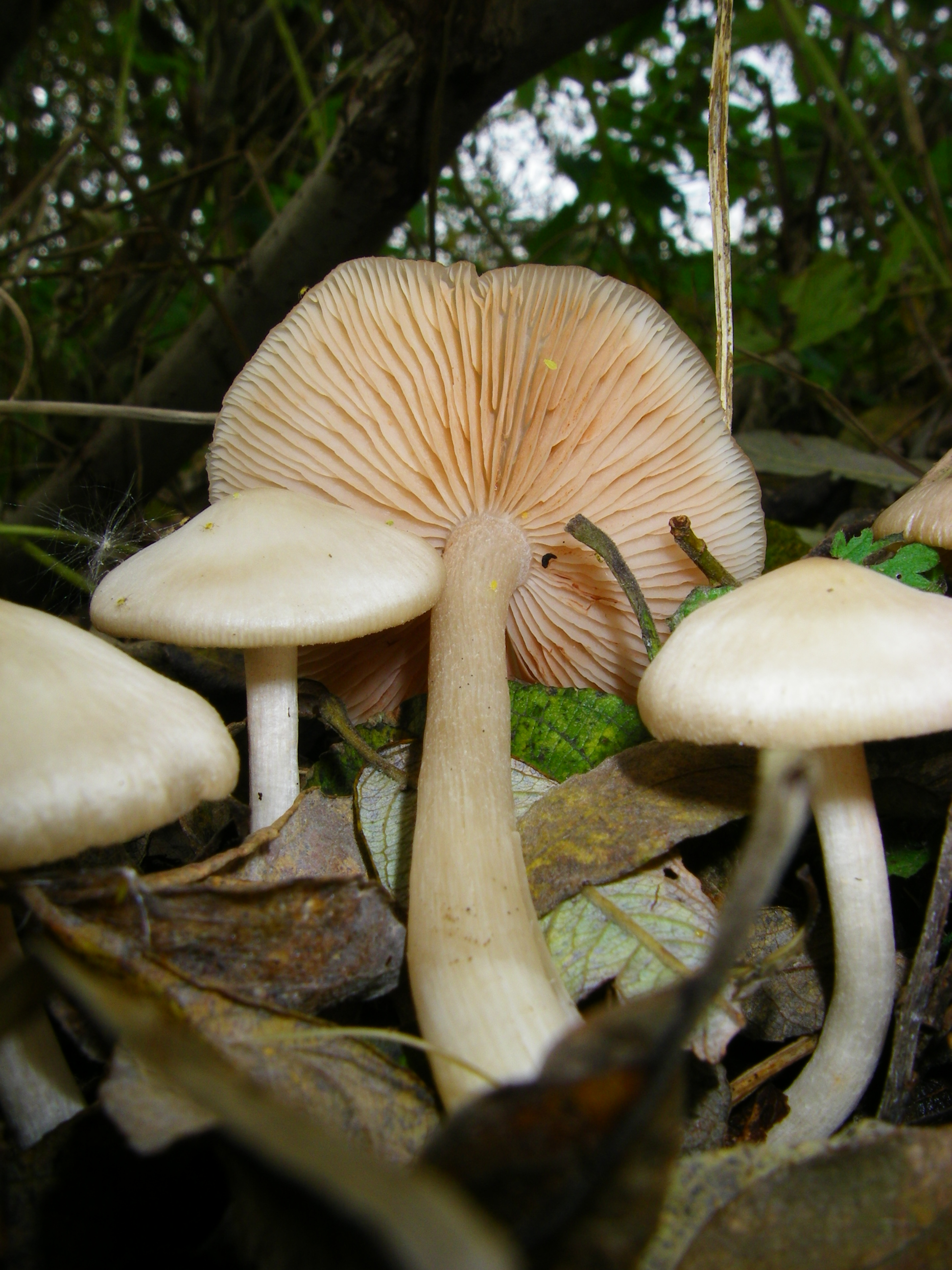
Steel
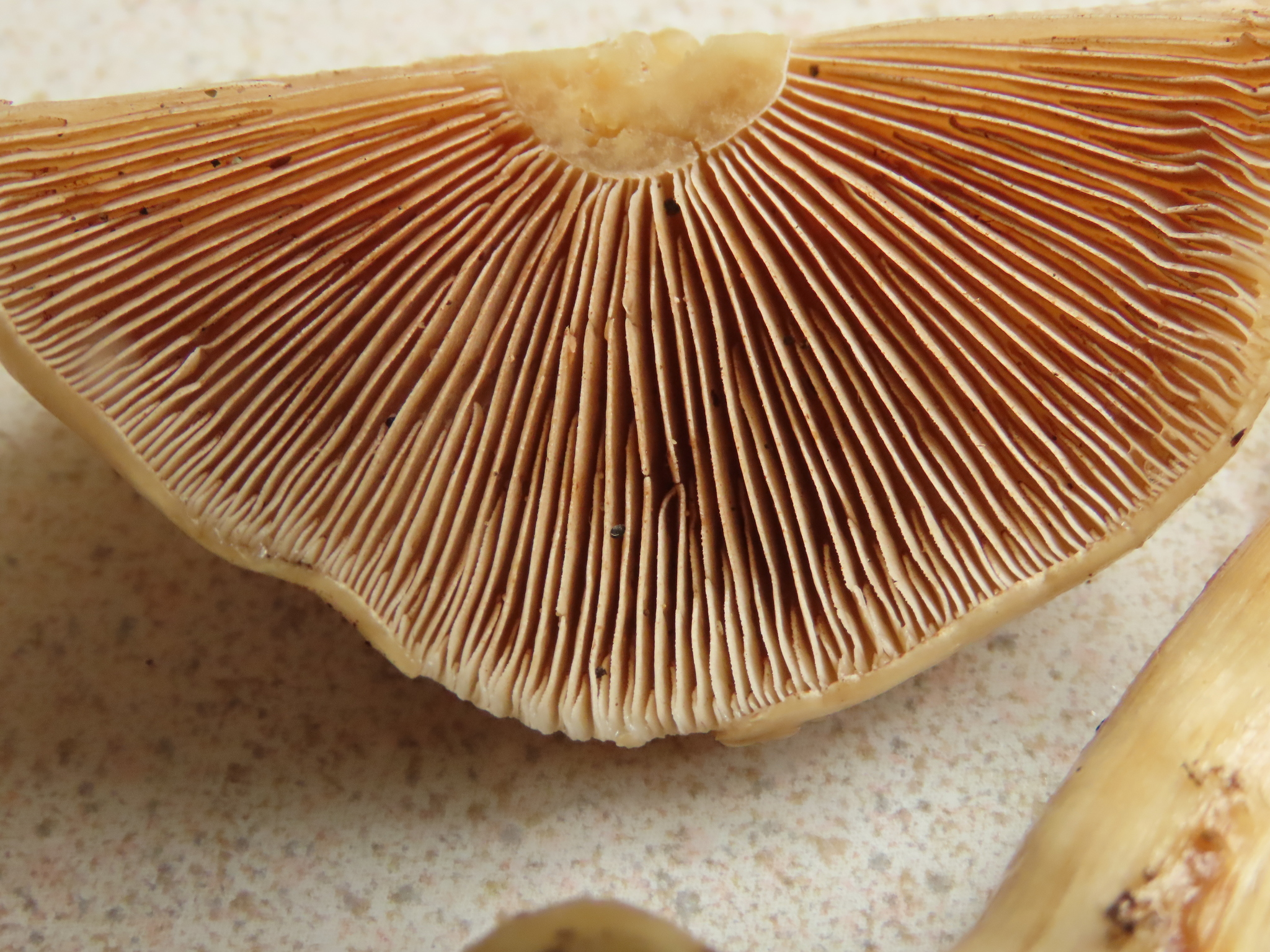
Lamellen